# Узловая
Узлова́я — город (с 1938) в Тульской области России, административный центр Узловского района.
Образует городское поселение город Узловая.
Население — 49 427 чел. (2021).

## Этимология
Город возник в конце XIX века как посёлок при станции Узловая, лежащей на пересечении железных дорог Москва — Донбасс и Ряжск — Вязьма; название отражает положение станции в узле железных дорог.

## География
Город расположен в центре Среднерусской возвышенности на пересечении железных дорог Сызрань — Вязьма и Москва — Донбасс, в 47 км юго-восточнее Тулы и в 230 км южнее Москвы. Железнодорожные станции Узловая I, Узловая II, Узловая III. Является частью Тульско-Новомосковской агломерации. Муниципальное образование (городское поселение) «город Узловая» граничит на севере — с муниципальным образованием Каменецкое, на востоке — с муниципальным образованием Майское, на юге и юго-западе — с муниципальными образованиями Партизанское и рабочий посёлок Брусянский, на западе — с муниципальным образованием Дедиловское Киреевского района.
Существуют народные названия микрорайонов:
- Центральный микрорайон (Обувной)
- Машзавод
- Микрорайон Южный (Степь, Простоквашино)
- Мёртвый
- Трест / Паспортный
- МТС
- Красная Узловая (Краска)
- Квартал
- Треугольник
- АДС
- Молочка
- Северный городок (Северный)
- Радужный

## История
Поселения человека на месте города имеются с неолита (копи железной руды и городища в районе станции Дедилово (посёлок 5-й пятилетки, Узловский район)). В Средневековье земли города относились к т. н. Дикому полю, в связи с чем постоянные поселения (из-за угрозы набегов из степи) отсутствовали. В XVIII веке сельское население, проживавшее в данном районе, в основном было переселено по указу Петра Великого на Урал в качестве рабочей силы развивавшейся там промышленности, в итоге чего земли Узловского района были довольно безлюдны до последней четверти XVIII века (равно как и вся юго-восточная часть Тульской губернии), когда в его пределах возникли помещичьи владения графов Бобринских. В тот же период русским естествоиспытателем Болотовым на землях района обнаружены запасы бурого угля.
В основном заселение земель города происходит уже во второй половине XIX века главным образом по причине промышленного и транспортного освоения данного района.
На месте города в 1873 году началось строительство Сызранско-Вяземской железной дороги. В июне 1873 года возникла станция 2-го класса Хрущёвская как узел трёх направлений на Ряжск, Елец и Тулу. 15 декабря 1874 открыто регулярное движение поездов через станцию. 30 июля 1877 года станция была переименована в Узловую.
В посёлке при станции Узловая имелась железнодорожная начальная школа, железнодорожная больница (ныне действующая). Вокруг главной площади, Базарной площади, ансамблем стояли магазины, лавки, трактиры и добротные купеческие дома, а вдоль дорог, ведущих к этой Базарной площади стали застраиваться и возникать новые улицы Узловой, на которых селились купцы, чиновники, железнодорожники и мастеровые. В 1930 площадь стала Советской.
В октябре 1905 года узловские железнодорожники приняли участие во Всероссийской политической стачке.
1 августа 1924 году посёлок становится районным центром Узловского района Богородицкого уезда Тульской губернии (с 1937 года — в Тульской области).
22 января 1926 году посёлок при станции Узловая отнесён к категории рабочих посёлков.
11 сентября 1938 года указом Президиума Верховного Совета СССР рабочему посёлку Узловая присвоен статус города.

### Узловая в годы Великой Отечественной войны
22 июня ЦК ВКП(б) и Совнарком СССР направили партийным и советским организаторам прифронтовых областей директиву[значимость факта?], в которой была изложена программа мобилизации всех сил на борьбу с врагом[значимость факта?].
В Узловой первыми ушли на фронт завотделом агитации и пропаганды С. А. Сергеев, инструктор райкома Исаев, председатель райкома угольщиков Яков, секретарь райкома ВЛКСМ Чекмарёв, комсорг шахты № 2 Шестаков и другие.
30 июня был создан Государственный комитет обороны (ГКО) под руководством И. В. Сталина[значимость факта?], в руках которого сосредоточилась вся власть в стране[значимость факта?].
Руководствуясь решением ГКО[значимость факта?], в Узловой под руководством районной партийной организации ВКП(б) были развёрнуты работы по укреплению города и района и перестройке производства на военный лад.
В конце июня 1941 года в Узловой созданы 2 истребительных батальона по 300 человек, один районный, другой — железнодорожный. Также узловчане работали на сооружении оборонных сооружений в районах Вязьмы, Дорогобужа, Смоленска.
Лозунгами дня стали «Всё для фронта, всё для победы», «Всё для победы над врагом», «Работать по-фронтовому»[значимость факта?]. Коллектив паровозного депо обязался обеспечить бесперебойное движение народохозяйственных грузов и воинских эшелонов. Машинисты-коммунисты Ксюнин, Золотарёв, Ермаков, Внуков возглавили движение тяжеловесников, добиваясь экономии крайне дефицитного угля. Коллектив ст. Узловая взял обязательство сократить до минимума простой вагонов, формировать поезда скоростными методами, отправлять их строго по графику.
8 октября ГКО принял постановление об эвакуации из Тулы оборонных заводов и промышленных предприятий, а также их работников.
16 октября немецко-фашистские части, прорвав оборону советских войск, вышли к пригородам Тулы.
12 октября 1941 года началась эвакуация из Узловой. В этот же день была первая бомбёжка. Бомбили ж/д мост и путепровод через реку Любовка. Объекты не пострадали. Второй эшелон отправили 14 октября. С ним выехали семьи машинистов, кондукторов, работников отделений, учителей ж/д школ. Узловские эшелоны отправлялись на станцию Урбах Саратовской области. Конечными пунктами были различные станции на землях Казахской ССР.
Эвакуация предприятий ж/д узла и железнодорожников, связанных с движением поездов, происходила позже. Её разрешили только после окончания вывоза оборудования тульских промышленных предприятий эшелонами, которые отправлялись в глубокий тыл через Узловую. После полученного приказа об эвакуации предприятий железнодорожники разобрали главные станционные пути, вывезли в тыл паровозы, вагоны, стрелочные переводы.
Жестокая бомбёжка Узловой была 25 октября 1941 года. Бомбили железнодорожные составы, больницу, бомбы были сброшены на Советскую площадь и на примыкающие улицы. Бомбёжками 5 и 6 ноября был разбит и подожжён городской элеватор.
Фронт непрерывно приближался к Узловой. Наиболее трудно приходилось паровозным бригадам, водившим поезда на участке Узловая — Ожерелье. Требовалась выдержка и мастерство, чтобы уехать от бомб и пулемётных очередей. Так, погибли машинист Ф. Скорик и его помощник. Был расстрелян из танка паровоз машиниста Михоты.
В середине ноября 1941 года из резерва Ставки Верховного Главнокомандования прибыла с Дальнего Востока 239-я стрелковая дивизия. 14-18 ноября её полки выгружались на ст. Узловая и с ходу вступали в бой. Бывший командир 239-й стрелковой дивизии полковник Г. О. Мартиросян писал:

Потери наши были очень тяжёлыми. Но мы настойчиво сдерживали натиск врага на широком фронте от села Дедилова до Епифани. Особенно жестокие бои развернулись в районе Узловой.

21 ноября 1941 года, несмотря на упорное сопротивление советских войск, враг овладел городом и станцией Узловая.
8 декабря началось мощное контрнаступление советских войск под Тулой.
14 декабря 1-й гвардейский кавалерийский корпус под командованием генерал-майора Белова освободил Узловую и Дедилово. Из города немцы были выбиты 108 гвардейским кавалерийским полком второй гвардейской дивизии.
Генерал-майор П. А. Белов позже так описал этот эпизод:

Васильев решил не спешивать полк, а произвести атаку в конном строю. Получив условный сигнал, капитан Обуховский прекратил обстрел. Но едва гитлеровцы начали вылезать из укрытий, воздух содрогнулся от громкого «ура!». На фашистов стремительно неслись гвардейские эскадроны. Ошеломленные фашисты падали, срезанные автоматными очередями или зарубленные клинками. Лишь немногие из них пытались оказать сопротивление.
Полк занял станцию почти без потерь. Трофеи нам достались огромные. В вагонах кроме снарядов и патронов оказалось пятьсот с лишним совершенно новых станковых пулеметов. Мы очень обрадовались этому: с самого начала войны пулеметные эскадроны не получали техники, а убыль была большая. Часть пулеметов мы немедленно распределили по кавалерийским полкам.

А так описывает этот бой командир полка подполковник Вячеслав Дмитриевич Васильев:

Мела пурга, на окраине Узловой темнели силуэты фашистских танков. Разведка донесла, что немцы готовятся удирать. Медленно тянутся минуты. Наконец вверх взмыла ракета и батарея капитана Обуховского беглым огнём накрыла фашистов. А в это время часть полка была уже в сёдлах, другая ждала приказа о наступлении на станцию. Едва прекратился обстрел и немцы зашевелились в окопах, раздалось мощное «Ура». 108 полк занял Узловую почти без потерь.

После освобождения в Узловой прежде всего была налажена выпечка хлеба, дали электроэнергию, восстановили водопровод.
24 декабря со станции Павелец в Узловую прибыл восстановительный поезд, а в конце декабря через станцию Узловая I пошли воинские эшелоны во всех 4 направлениях.
29 декабря 1941 года СНК принял постановление о немедленном восстановлении шахт Подмосковного бассейна. Первой стала действовать угольная шахта № 2. К осени 1943 года последствия оккупации были полностью устранены.
Около 8 тысяч узловчан было участниками Великой Отечественной войны. Из них почти 2 тыс. погибли, 13 человек получили высокое звание Героя Советского Союза.

### Послевоенный период
25 февраля 1943 года город Узловая отнесён к разряду городов областного подчинения.
В 1942—1957 годах — районный центр Московской области. 27 марта 1957 Узловский район был передан в состав Тульской области.
Весной 1946 года в юго-восточной части города началось строительство завода горного оборудования, а через 4 года он был сдан в эксплуатацию как завод горного машиностроения. С этого момента Узловая становится городом не только железнодорожников и горняков, но и машиностроителей.
В 1950—1960 годах развитие промышленности и культурно-жилищного строительства определило рост объёмов производства промышленности, строительных материалов. Появились крупные заводы, фабрики стало развиваться сельское хозяйство.
Город заметно расширился, в 1964—1967 году центром города перестала быть Советская площадь, функции главной площади города стала исполнять площадь Ленина.
В 1959 году на базе бывшей брикетной фабрики создано производственное объединение «Пластик», на котором было освоено производство полиэтиленовой пленки, волокнита. В начале 1960-х в Узловой получает развитие лёгкая промышленность. На базе отработанных шахт открыты клавиатурная фабрика, завод технических кожаных изделий, обувная и швейные фабрики.
Наибольшей численности население достигло к 1979 году, после чего до настоящего времени оно неуклонно снижалется по причинам отрицательного баланса трудовой миграции (район относится к классическим депрессивным угольным регионам с законченной разработкой ископаемых), высокой смертности из-за неблагоприятной экологической и социально-экономической обстановки — рядом с Узловой находятся четыре крупнейших предприятия химической промышленности[какие?], город в целом входит в Тульский промышленный район с сильно развитыми т. н. «грязными» отраслями производства: металлургия и химпром.
В 1986 году земли города и района, как и ряд других земель Тульской области (в основном в полосе южнее Тулы с запада на восток области), подверглись серьёзному радиоактивному заражению вследствие катастрофы на Чернобыльской АЭС, что повлекло значительное переоблучение населения, которое до 1989 года об опасности уведомлено не было. До 2002 года земли города и района имели статус «зоны с правом на отселение». С 2002 года город относится к «территории с льготным социально-экономическим статусом».
С начала 1990-х годов в экономике города стал формироваться негосударственный сектор. Начался процесс становления рыночной инфраструктуры, образовались частные предприятия, фонды.
С 2006 года Узловая образует муниципальное образование (городское поселение) «город Узловая» в составе Узловского района.
В ходе российского вторжения в Украину нефтебаза в районе Узловой была атакована дронами. Возник пожар.

## Население
| 1926    | 1931    | 1939    | 1959    | 1962    | 1967    | 1970    | 1973    | 1976    | 1979    | 1982    | 1986    |
| ------- | ------- | ------- | ------- | ------- | ------- | ------- | ------- | ------- | ------- | ------- | ------- |
| 3000    | ↗5900   | ↗17 936 | ↗53 912 | ↘53 000 | ↘52 000 | ↗61 945 | ↗64 000 | →64 000 | ↗64 752 | ↘64 000 | →64 000 |
| 1987    | 1989    | 1992    | 1996    | 1998    | 2000    | 2001    | 2002    | 2003    | 2005    | 2006    | 2007    |
| ↘63 000 | ↗64 889 | ↘63 600 | ↘62 200 | ↘61 000 | ↘59 800 | ↘59 000 | ↗59 763 | ↗59 800 | ↘58 100 | ↘57 400 | ↘56 900 |
| 2008    | 2010    | 2011    | 2012    | 2013    | 2014    | 2015    | 2016    | 2017    | 2018    | 2019    | 2020    |
| ↘56 400 | ↘55 282 | ↗55 300 | ↘54 511 | ↘53 949 | ↘53 316 | ↘52 825 | ↘52 377 | ↘51 922 | ↘51 358 | ↘50 508 | ↘49 655 |
| 2021    |         |         |         |         |         |         |         |         |         |         |         |
| ↘49 427 |         |         |         |         |         |         |         |         |         |         |         |

На 1 января 2025 года по численности населения город находился на 327-м месте из 1124 городов Российской Федерации.
Национальный состав
По итогам переписи населения 2020 года проживали следующие национальности (национальности менее 0,1 % и другое см. в сноске к строке «Другие»):
| Национальность | Численность, чел. | Доля     |
| -------------- | ----------------- | -------- |
| Русские        | 43 824            | 88,66 %  |
| Татары         | 238               | 0,48 %   |
| Армяне         | 178               | 0,36 %   |
| Азербайджанцы  | 132               | 0,27 %   |
| Украинцы       | 128               | 0,26 %   |
| Узбеки         | 103               | 0,21 %   |
| Таджики        | 95                | 0,19 %   |
| Другие         | 4729              | 9,57 %   |
| Итого          | 49 427            | 100,00 % |

## Промышленность, наука, образование
С 1938 года заложена первая угольная шахта (шахта № 1, пос. Горняцкий, Подмосковный угольный бассейн, впоследствии создан трест «Молотовуголь», преобразованный в «Узловскуголь», позднее вошедший в «Новомосковскуголь» и в конце концов — в объединение ОАО «Тулауголь»), обеспечивающая потребности в буром угле прежде всего крупной Каширской угольной электростанции. В годы наибольшего развития (конец 50-х — середина 60-х) максимальное количество одновременно действовавших шахт в Узловском районе достигало двадцати. При этом следует отметить малую мощность и низкий уровень механизации шахт первого поколения. Последняя угольная шахта в районе (шахта «Дубовская», ранее — «3-я Бибиковская») была закрыта в 2000 году.
В городе расположены:
- ОАО «Кран — Узловский машиностроительный завод им. И. И. Федунца» (признано банкротом в 2007 году, ликвидировано в 2013 году)[34]
- Химический завод ОАО «Пластик» (производство пластмасс и композитов)
- ООО «Тульский завод гидравлических машин» («Тулагидромаш», производство центробежных насосов)
- ОАО «Аппаратура дальней связи» (признано банкротом в 2011 году, ликвидировано в 2015 году)[35][36]
- Локомотивное депо
- Крупная узловая железнодорожная станция Московской железной дороги (линии — Калуга — Ряжск (бывшая Сызрано-Вяземская ЖД), Ожерелье — Елец (бывшая Московско-Донбасская ЖД))
- Обувная фабрика
- Узловский политехнический колледж (бывший Машиностроительный колледж (УМК) (объединено с ПУ № 5 в 2011 году), реорганизовано в 2023 году в Узловский политехнический колледж)
- Узловский железнодорожный техникум — филиал федерального государственного бюджетного образовательного учреждения высшего образования «Петербургский государственный университет путей сообщения Императора Александра I» в г. Узловая
- Медицинское училище № 1
- Техникум железнодорожного транспорта им. Б. Ф. Сафонова
- МКОУ СОШ № 7
- Гимназия (бывшая школа № 13)
- МБОУ СОШ № 59
- МБОУ СОШ № 1
- МОУ СОШ № 2
- МОУ СОШ № 4
- МОУ СОШ № 81
- МБОУ СОШ № 17
- МБОУ СОШ № 22
- МОУ СОШ № 61
- МБОУ Лицей им. И. И. Федунца (бывшая школа № 20)
- МОУДОД ДШИ
- ОАО «Мужские сорочки»
- ЗАО «Винелла» (закрыто)
- ОАО «Узловский хлебокомбинат»
- ООО «Узловский молочный комбинат»
- ООО «НПО Промет»
- ООО «Промет — Специальные технологии» (оборонное производство)
- ООО «Узловая.нэт» (районный провайдер услуг связи)
- ООО «Полиплэкс»

## Жилищно-коммунальное хозяйство
Общая площадь жилищного фонда муниципального образования (МО) г. Узловая составляет 1069,3 тыс. м², из них:
- приватизировано — 839,1 тыс. м²
- не приватизировано — 230,2 тыс. м²

В рамках областной целевой программы «Переселения граждан из ветхого и аварийного жилищного фонда Тульской области на 2002—2010 гг.» за 2002—2008 гг. введено в действие 22 тыс. м² жилья.
В городе работают 22 котельные с суммарной мощностью 191,16 Гкал/час. За отопительный сезон 2008—2009 гг. произведено тепловой энергии 187,5 тыс. Гкал, отпущено тепловой энергии 163,6 тыс. Гкал, в том числе населению — 125,9 тыс. Гкал.

## Здравоохранение
В МО г. Узловая работают 4 больничных учреждения, число больничных коек — 829. В медицинских учреждениях МО г. Узловая трудятся 228 врачей, численность среднего медицинского персонала — 819 человек.

## Культура
В муниципальном образовании город Узловая работают:
- МБУК «Узловский художественно-краеведческий музей»
- МУК «Дворец культуры Машиностроителей»
- МБУК Городской Дом Культуры «Ровесник»
- МУК Парк Культуры и Отдыха
- МБУК «Молодёжный любительский театр»
- МКУК «Узловская городская централизованная библиотечная система»
- МУК «Дом Театра и Кино „Юность“ город Узловая»

## Религия
Религиозная жизнь в Узловой, как и в большинстве городов Центральной России, характеризуется доминированием Русской православной церкви, однако в городе представлены и другие религиозные конфессии. Православие является наиболее распространенной религией среди населения Узловой. Город относится к Тульской епархии Русской православной церкви. 
В Узловой существует несколько православных храмов. Храм Успения Пресвятой Богородицы (Успенский храм) – старейший и наиболее значимых храм города. Построен в начале XX века, был закрыт в советское время и вновь открыт для богослужений в постсоветский период. Является центром Узловского благочиния Тульской епархии. Также в процессе строительства находятся храмы в честь Матроны Московской и в честь Георгия Победоносца 
Православные приходы города активно участвуют в социальной и культурной жизни, организуют воскресные школы, благотворительные акции и просветительские мероприятия. 
Ислам в Узловой проживает мусульманская община, представленная преимущественно татарами, азербайджанцами и другими народами Кавказа и Средней Азии.Близ города в посёлке Поддубный находится мусульманское кладбище
В городе также находится пресвитерианская церковь «Преображение», церковь христиан-адвентистов седьмого дня, две церкви евангельских христиан-баптистов «Воскресение» и «Спасение», ранее в городе действовали Свидетели Иеговы.

## Спорт
В городе два футбольных стадиона:
- Муниципальный стадион (бывший стадион «Кран»), вмещающий около 700 зрителей. Обе трибуны оборудованы пластиковыми сиденьями и навесами. Здесь проводит свои домашние матчи команда «Олимпик», выступающая в первенстве Тульской области. В 2018 году около стадиона открылся физкультурно-оздоровительный комплекс «Узловая-Арена», где проводятся соревнования по баскетболу, волейболу, мини-футболу, теннису и другим видам спорта.
- Стадион «Локомотив»

За главную команду Тульской области в разные годы выступали воспитанники узловского футбола Владимир Волков, Владимир Железцов, Юрий Сметанкин и Михаил Хисамутдинов. Воспитанник местного «Локомотива» Геннадий Матвеев в сезоне 1977 играл в высшей лиге за куйбышевские «Крылья Советов».
В историю советского спорта вписали свои имена уроженцы Узловой Лидия Болдырева и Шамиль Хисамутдинов. Волейболистка Лидия Болдырева в составе сборной СССР выигрывала чемпионаты мира (1956, 1960) и Европы (1958). Борец классического стиля Шамиль Хисамутдинов одержал победу на Олимпиаде 1972 в Мюнхене, становился чемпионом мира (1973, 1975) и Европы (1973, 1974).

## СМИ
| Имя         | Описание |
| ----------- | --- |
| «Знамя»     | Районная общественно-политическая газета. Основана 11 октября 1930 года. |
| ТК «Каскад» | Телевизионный канал. Кабельная сеть основана в 1991 году. С декабря 1995-го по август 2020 года осуществлял вещание на 49 ДМВ ТВК мощностью 500 Вт. (Узловский, Новомосковский, Кимовский, Киреевский, Богородицкий и Венёвский районы, часть Ленинского и Щёкинского района, и город Донской, всего около 250 тыс. жителей.) |

## Интернет
В сфере предоставления доступа в Интернет в Узловой выделяются следующие интернет-провайдеры:
- ТК «Каскад» (ООО «Телекомпания «Каскад») — интернет по технологиям FTTB, Wi-Fi.
- ТТК (ЗАО «Компания ТрансТелеКом») — интернет по технологиям FTTB.
- МТС (ОАО «Мобильные ТелеСистемы») — интернет по технологиям FTTB, 3G, EDGE, GPRS, GSM.
- Билайн (ОАО «Вымпел-Коммуникации») — интернет по технологиям FTTB, 3G, EDGE, GPRS, GSM.
- UZL (ООО «Узловая.нэт») — интернет по технологиям FTTB, GPON/GEPON, Wi-Fi.

## Религия
В городе действует православный храм — церковь Успения Божией Матери, в процессе строительства находится храм Матроны Московской, а также пресвитерианская церковь «Преображение», две церкви евангельских христиан-баптистов — «Воскресение», и «Спасение», а также церковь адвентистов седьмого дня.

## Узловая в искусстве
- Действие романа Владимира Максимова «Семь дней творения» разворачивается в городе под названием Узловск. Отец и мать Максимова родились на узловской земле, здесь же прошли его детские годы.
- В песне Вадима Степанцова и группы «Бахыт-Компот» «Кладбищенская клубника» говорится об Узловой: «Промышленный городок, ни зелени, ни лесов. / Из живности лишь коты и стаи бродячих псов. / И только на старом кладбище столетних деревьев тень, / И на могилах клубника, а нам собирать не лень». Также город упоминается в стихотворении Степанцова «Удачный круиз»: «По Одессе, Гамбургу, Марселю, / по Калуге, Туле, Узловой / ходят девы, сторонясь веселья, / с выскобленной голой головой».
- Писатель Владимир Чивилихин работал на станции Узловая в первые послевоенные годы, о чём упомянул в своём романе-эссе «Память».
- Выросший в Узловском районе прозаик и кинодраматург Валерий Залотуха описал малую родину в рассказе «Памяти моего отца»:

…никакой это уже не город, а транзитный пункт, поставщик безрадостной и усталой рабочей силы в столицу нашей Родины Москву, любил я её всегда, а сейчас, по правде сказать, не очень… Если не хочешь спиться, обнищать, опуститься — садись на маршрутку, что ходит от Узловского пруда по мере заполнения, плати триста двадцать рублей за билет, езжай в Москву и устраивайся там на работу… Сутки-трое, двое-двое, неделя там, неделя дома… Где работают, где живут, сразу не понять, а если вдуматься — нигде, потому что не работа это и не жизнь…
Молодёжь на грязных усталых улицах видна, но какая-то она… Девушки ещё держатся, а вот парни… Выходя за них замуж, юные узловчанки натягивают на лоб дурацкие черные шапочки, и лица, и глаза их делаются скорбными, как у вдов…
Не жизнь в Узловой, но хотя бы её имитация, а в окружающих райцентр бывших шахтёрских посёлках и этого нет…

## Вечный огонь
Мемориальный комплекс, открытый в 1967 году в память о советских солдатах, погибших в Великой Отечественной войне во время Тульской оборонительной операции.
Сооружение мемориала началось 18 июня 1966 года и длилось почти год. Торжественное открытие состоялось 3 июня 1967 года под звуки артиллерийского салюта. Право зажечь Вечный огонь было предоставлено Герою Советского Союза Матвею Кузякину.
В братскую могилу перезахоронены останки 364 воинов. Здесь же покоятся останки Героя Советского Союза майора Николая Трегубова. В 1970 году открыт 14-метровый обелиск из красного гранита (архитекторы Н. Н. Миловидов и С. С. Ожегов). В 1971 году установлен памятник работы тех же авторов Воину-освободителю.

## Свиридовский пруд
Естественный водоём в центре города, расположенный между улицами Трегубова и Октябрьская. Названием обязан деревне Свиридово, существовавшей задолго до Узловой, а в 1930-е годы вошедшей в её состав.
После Великой Отечественной войны в городе ширилось строительство. Стараниями узловчан на одном из субботников пруд расчистили и углубили, а на плотине, у самой кромки воды, установили железобетонный забор. Зимой большая часть пруда расчищалась от снега, заливался каток, играла музыка, работал прокат коньков.
В начале 1970-х годов берега были забраны в бетон, а к столетию города, которое отмечалось в 1973 году, по инициативе директора Узловского химического завода Льва Орехова здесь появились фонтаны. В 1983 году Узловский машиностроительный завод установил вдоль берега новую металлическую ограду.
В середине 1990-х проводились масштабные работы по очистке водоёма, который был полностью осушен. Были заменены все плиты, окаймлявшие берега. С 2004 по 2008 год на пруду действовала лодочная станция, где можно было взять напрокат катамараны и лодки.
В 2020 году проект благоустройства Свиридовского пруда «Узелок» стал одним из победителей Всероссийского конкурса по созданию комфортной городской среды. 1 марта 2021 года на территории, прилегающей к пруду, начались работы, завершившиеся в ноябре. Стоимость проекта — 170 млн рублей.